# The Fratellis

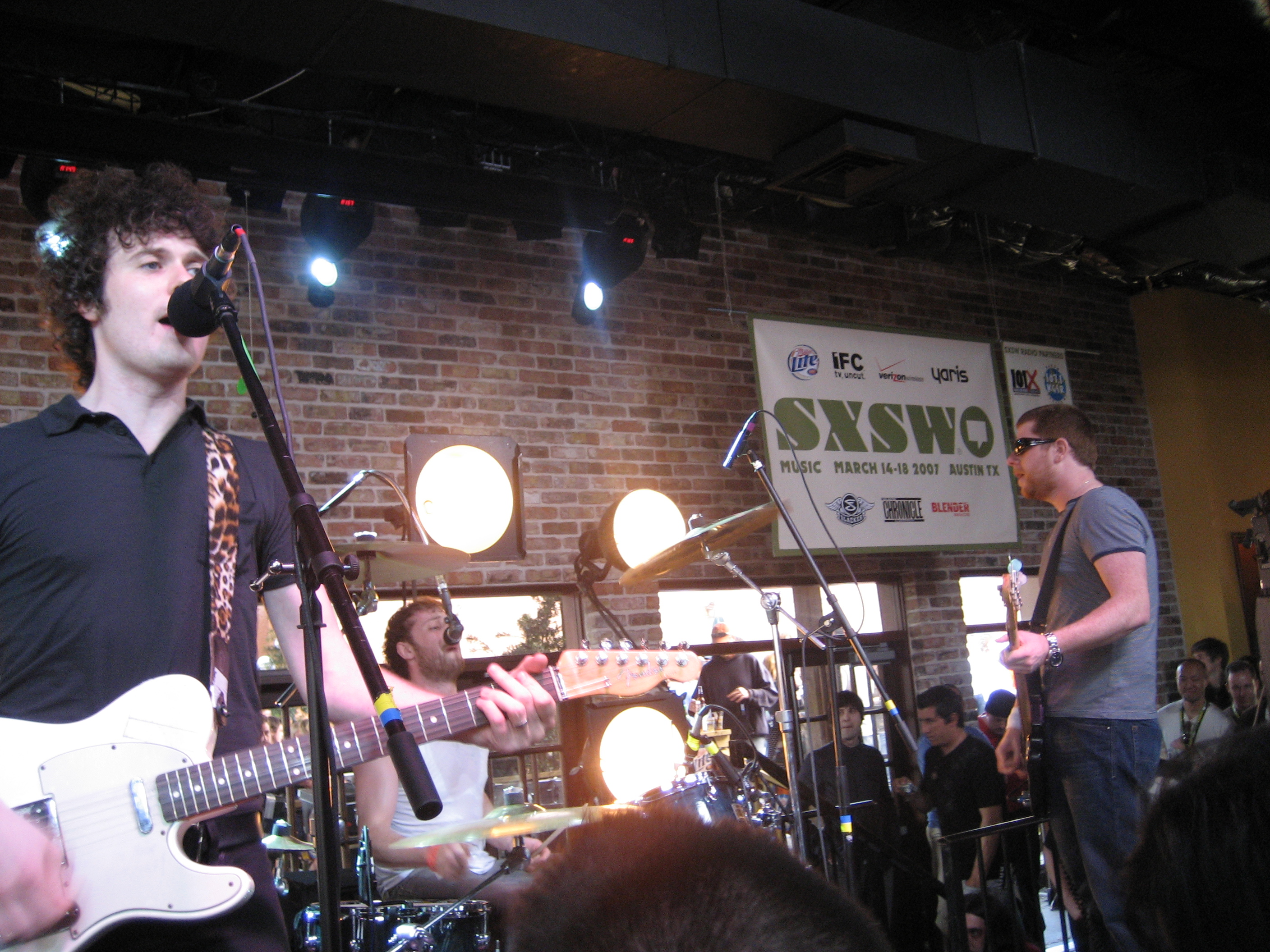
The Fratellis

The Fratellis a fost o formație britanică de indie rock din Glasgow, Scoția (2005-2009). Membrii formației sunt:
- Jon Fratelli
- Barry Fratelli
- Mince Fratelli

## Discografie
Formația a lansat 2 albume: 
- Costello Music (2006)
- Here we Stand (2008)

### EPs
- The Fratellis EP (2006).
- Flathead EP (2007).
- Ole Black 'n' Blue Eyes EP (2007)

### Singles
- Henrietta (2006).
- Chelsea Dagger (2006).
- Whistle For The Choir (2006).
- Baby Fratelli (2007).
- Flathead (2007).
- Ole Black n' Blue Eyes (2007).
- Mistress Mabel (2008).
- Look Out Sunshine (2008).